# 野村万作 (政治家)
野村 萬作（万作、のむら まんさく、1899年 - 1978年）は、初代奈良県公選知事（在任1947年 - 1951年）。

## 経歴
旧制第八高等学校を経て、1924年（大正13年）東京帝国大学法学部を卒業。内務省に入省し、終戦直後には官選奈良県知事を務めた。
1947年に行われた第1回公選知事選挙に立候補、社会党、日本共産党推薦の弁護士出身で同じく元官選知事の小野正一（生没年1898年 - 1978年）が5人の候補者中第1位となったが、法定得票の37.5%に達せず、決選投票に持ち込まれることになった。しかし再選挙直前、小野は突然公職追放となり、第2位の野村が初代公選知事に就任した。
在任中、自治体警察発足や県立高校新設などを手がけたが、1951年の知事選挙で同じ内務官僚出身の奥田良三に敗れた。落選後は三栄相互銀行社長を務めた。